# 藤原碧生
藤原 碧生（ふじわら あおい、2000年3月27日 - ）は、岡山県出身のボートレーサー。登録第5217号。血液型A型。関西高校。岡山商科大学 同期には藤田俊祐、梅原祥平らがいる。

## 来歴
- 2021年9月23日、選手登録。129期。

- 2021年11月9日からボートレース児島で開催された 一般戦「マンスリーＢＯＡＴＲＡＣＥ杯」でデビュー。初出走は6着。
- 2021年12月8日からボートレース徳山で開催された 一般戦「ＢＴＳオラレ田布施開設５周年記念エフエム山口カップ」2日目、6号艇・6コースから水神祭を上げる。決まり手はまくり差し。3連単は89番人気の19万0690 円 。[1]。

- 2022年7月18日からボートレース唐津で開催された 一般戦「ＢＴＳ三日月開設２６周年記念」で初優出。5号艇6コースから6着。

- 2023年12月25日、ボートレース児島の2024フレッシュルーキーに選出[2]される。

- 2024年3月12日からボートレース浜名湖で開催された 一般戦「第５戦　スカパー！・ＪＬＣ杯」最終日、1号艇・1コースから初優勝 決まり手は逃げ。3連単は9番人気の2360 円 。[3]。

- 2024年12月23日、ボートレース児島の2025トップルーキーに選出[4]される。

- 2025年1月15日、ボートレース多摩川ルーキーＳ第１戦スカパー！第２５回ＪＬＣカップで多摩川初優出初優勝を飾る[5]。